# Gildo Bocci
Igildo Bocci (* 1. September 1886 in Rom; † 22. Juli 1964 ebenda) war ein italienischer Schauspieler.

## Leben
Bocci begann seine Leinwandkarriere mit zwei Stummfilmen im Jahr 1913 und wurde dann ab 1924 zu einem der gefragtesten Nebendarsteller der Vorkriegszeit, der es, leicht gerötet und gutmütig, unkompliziert und angemessen, verstand, auch bescheiden ausgearbeiteten Charakteren sympathische Tiefe zu verleihen. Seine vom römischen Dialekttheater, in dem er lange aktiv war, geprägte Ausdrucksweise verstärkte diesen Eindruck. Bedeutende Darstellungen in seiner Filmografie finden sich mit dem Regisseur in La signora di tutti (1934), dem gutmütigen Taxifahrer in Dora Nelson (1939), dem leichtfertigen Gastwirt in Marco Visconti (1941), dem erfolgreichen Galileo in La donna perduta, dem sympathischen Pacchialone in Casanova farebbe così (1942), dem Landstreicher in Fuga a due voci und seiner wohl bekanntesten Rolle, dem völlig unter dem Pantoffel stehenden Ehemann in Via delle cinque lune (beide ebenfalls 1942).
Nach dem Krieg führte er die Reihe seiner Taxifahrer und gutmütiger Portiers weiter, wurde jedoch weit weniger gefordert und war dann ab 1960 nicht mehr zu sehen.

## Filmografie (Auswahl)
- 1913: Kri-Kri senza testa (Kurzfilm)
- 1923: Messalina
- 1924: Quo Vadis?
- 1942: Lüge einer Sommernacht (4 passi fra le nuvole)
- 1951: O.K. Nero (O.K. Nerone)
- 1959: La congiura dei Borgia